# ¿Dónde estabas?
¿Dónde estabas? es la tercera canción del segundo disco de la cantante española Amaia Montero. Esta canción fue estrenada el  28 de octubre de 2011 y fue la tercera canción que ha sido presentada por la misma. El 27 de febrero de 2012 la cantante confirmó la canción como el tercer sencillo de Amaia Montero 2.

## Temática
Amaia Montero afirma que esta canción la había compuesto desde su primer trabajo en solitario "Amaia Montero", sin embargo no le terminaba de agradar y es en este segundo álbum que la retoma, cambiando las estrofas ya que estas no la convencían del todo, en sus palabras dijo "hice un experimento con esta canción y es de las que más me gusta". La canción en general habla acerca del abandono, alguien que se marcha y deja a su pareja, quién la pasa muy mal, después regresa y dice ¿Dónde estabas? seguida de una lista de reproches.

## Videoclip
El vídeo fue estrenado el 26 de junio de 2012.[cita requerida]

## Trayectoria en las listas
| Posición | 26 |

| Posición | 39 | 41 | 43 | 39 |

- Datos: Q6172349